# Rudolf Erich Raspe
Rudolf Erich Raspe (ur. marzec 1736 w Hanowerze, zm. 1 listopada 1794 w Killarney w Irlandii) – niemiecki pisarz.
Raspe studiował prawo na uniwersytetach w Getyndze i Lipsku i od roku 1762 pracował jako bibliotekarz uniwersytecki. W roku 1766 napisał romans rycerski Hermin und Gunhilde. Inny pisarz Heinrich Christian Boie określił go jako najlepszy z niemieckich romansów. Od roku 1767 kierował zbiorami sztuki i numizmatyki Fryderyka II – landgrafa Hesji-Kassel. W 1775 wyszły na jaw pewne nieprawidłowości, więc wyjechał do Wielkiej Brytanii. Około roku 1766 został członkiem loży Friedrich w Hanowerze.
W 1785 roku Raspe wydał utwór Przygody barona Münchhausena. Baron Münchhausen czyli Hieronymus Carl Friedrich von Münchhausen (1720–1797) – niemiecki szlachcic, żołnierz, podróżnik i awanturnik, był postacią autentyczną.